# Isztambuli buszpályaudvar
Az isztambuli buszpályaudvar, törökül  Büyük İstanbul Otogarı a város Bayrampaşa szemtjében található hatalmas létesítmény, ahonnan az ország minden részébe indulnak autóbusz-járatok. A pályaudvart a Büyük İstanbul Otobüs İşletmeleri Anonim Şirketi (BİOİAŞ) cég üzemelteti, melyet Cemal Ulusoy, az Ulusoy autóbusz-társaság igazgatója, és más, autóbusz-járatok üzemeltetésével foglalkozó cégek vezetői alapítottak. 1987-ben kötött a cég szerződést Isztambul polgármesteri hivatalával egy központi autóbusz-pályaudvar építésére és üzemeltetésére (2019-ig). A büyük otogarnak, azaz „nagy pályaudvarnak” becézett létesítmény 1994. május 5-én nyitotta meg kapuit, előtte számos kisebb pályaudvar működött Sirkeciben, Laléban és Topkapıban. A topkapı pályaudvaron 19 pénztár és kapu működött, az új buszpályaudvaron 168, mely 324 céget szolgál ki.
A pályaudvarnak saját metróállomása van, így könnyű elérni a belvárosból.

## Adatok
A 290 000 m²-en elterülő pályaudvaron 6000 fő dolgozik, 324 céget szolgálnak ki. Befogadóképessége napi 15 000 autóbusz, naponta 1650 jármű hagyja el a terminált, naponta összesen 90 000 utast szállítanak, a pályaudvaron megforduló emberek száma pedig naponta 120 000.
Az autóbuszjáratokat üzemeltető cégeken kívül számos más szolgáltatás is igénybe vehető; található itt többek között étterem, kávézó, hentes, órás, ruházati üzlet, szőnyegárus, varroda, gyógyszertár és szálloda is. Az üzemeltető cég felmérése szerint naponta 20 000 liter víz, 20 000 liter üdítőital, 500–500 kg tea és kávé, valamint 60 000 darab frissítő kendő (ıslak mendil) fogy.

## Járatok
A buszpályaudvaron igénybe vehető járatok árai változatosak, a legolcsóbb, alapszolgáltatásokat nyújtó cégektől a drágább, fedélzeti televízióval, bőrülésekkel, fedélzeti kiszolgálással rendelkező luxusautóbuszokat üzemeltető vállalatokig széles kínálatból választhat az utazóközönség. Az ismertebb cégek közé tartozik az Ulusoy, a Kamil Koç, a Setur és a Metro. A belföldi járatokon kívül néhány cég külföldi járatokat is üzemeltet.